# Гарсия, Марко (футболист, 2000)
Марко Антонио Гарсия Робледо (исп. Marco Antonio García Robledo; род. 17 января 2000, Мехико) — мексиканский футболист, атакующий полузащитник клуба УНАМ Пумас.

## Клубная карьера
Гарсия — воспитанник клуба УНАМ Пумас. 12 января 2020 года в матче против «Пачуки» он дебютировал в мексиканской Примере. 21 октября 2021 года в поединке против «Леона» Марко забил свой первый гол за УНАМ Пумас. 